# Протопоповский переулок
Протопо́повский переу́лок — улица в центре Москвы в Мещанском и Красносельском районах Центрального административного округа между проспектом Мира и Каланчёвской улицей.

## История
Первоначально переулок назывался Аптекарский, так как проходил вдоль аптекарского огорода, заложенного в 1706 году по указу Петра I для выращивания лекарственных растений. В 1805 году огород был передан Московскому университету, и с тех пор здесь Ботанический сад МГУ. Название Протопоповский (Протопопов) возникло в первой половине XIX веке по фамилии домовладельца, коллежского асессора И. Г. Протопопова (по другим сведениям, домовладельцем был священник храма Животворящей Троицы при Пятницком кладбище Фёдор Симеонович Протопопов). С 1924 по 1992 года — Безбожный переулок. Переименование было произведено для противопоставления религиозному звучанию прежнего названия (протопоп — священник высшего чина), а также в связи с тем, что здесь располагалась редакция журнала «Безбожник». Анекдотичность этого переименования переулка в Безбожный состояла в том, что его прежнее (и нынешнее) название не было религиозным.

## Расположение
Протопоповский переулок начинается на правой стороне проспекта Мира, проходит на восток, направо от него находится Ботанический сад МГУ и отходит Ботанический переулок, затем пересекает Астраханский переулок. Выходит на перекрёсток, где сходятся также Большая Переяславская улица (с северо-запада), Пантелеевская улица (с севера) и Каланчёвская улица (с юга).

## Примечательные здания и сооружения
По нечётной стороне:

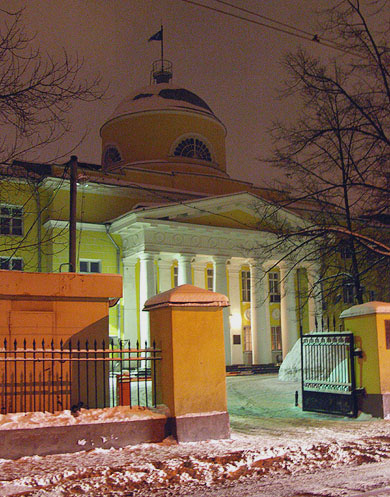
Набилковская богадельня (1828-35)

- № 5 — Межшкольный учебный комбинат № 15 (район Мещанский);
- № 9, корпус 1 — Российский союз инвалидов;
- № 9 — Федеральное государственное бюджетное учреждение культуры «Российская государственная библиотека для слепых»;
- № 19 — Дом дешёвых квартир Братолюбивого общества (1896, архитектор А. Л. Обер, И. П. Машков; перестроен около 1910 года архитектором Н. С. Курдюковым);
- № 19, строение 6 — Мариинская богадельня Братолюбивого общества снабжения в Москве неимущих квартирами с церковью Св. Князя Владимира и Св. Марии Египетской (1900—1901, архитектор И. П. Машков);
- № 19, строение 7 — Суды районные: Останкинский (Алексеевский, Бутырский, Марфино, Марьина Роща, Останкинский, Ростокино);
- № 19, строение 15 — поликлиника № 137 ЦАО;
- № 23 — Жилой дом. Здесь жил архитектор М. Г. Пиотрович[1];
- № 25 — Глазная лечебница (1905, архитектор П. А. Ушаков), в настоящее время — Трудовой арбитражный суд для разрешения коллективных трудовых споров;

По чётной стороне:
- № 6 — Жилой дом. Здесь жили: генеральный конструктор А. М. Люлька, Генеральный секретарь коммунистической партии Уругвая Родней Арисменди, министр нефтяной промышленности СССР Н. А. Мальцев, председатель правления Госбанка СССР В. В. Деменцев, заместитель министра торговли СССР И. Л. Давыдов, советский учёный в области радиотехнических систем управления космическими аппаратами, Герой Социалистического Труда Л. И. Гусев. С 1984 года здесь жил писатель В. О. Богомолов[2];
- № 8 — Жилой дом. Здесь жил во время эмиграции Генеральный секретарь коммунистической партии Чили Луис Корвалан, кинорежиссёр Лев Кулиджанов;
- № 14 — В 1977—1984 годах в доме жил писатель В. О. Богомолов[2].
- № 16 — жилой дом. Здесь жили советский и российский поэт, бард, прозаик и сценарист, композитор Булат Окуджава, журналист Виталий Сырокомский[3], поэт Николай Старшинов[4].
- № 20 — доходный дом А. Н. Чаброва — Е. С. Кулешовой (1912, архитектор С. М. Гончаров)[5]
- № 36/10 — жилой дом. Здесь жил Г. А. Вартанян[6]

## Транспорт
- По переулку проходят трамвайные маршруты № 7, 50.

## В литературе и искусстве
- В Безбожном переулке провёл последние годы жизни[уточнить] Булат Окуджава. Переулок упоминается в его песне «Плач по Арбату» (1982):

Я выселен с Арбата, арбатский эмигрант.

В Безбожном переулке хиреет мой талант.

Кругом чужие лица, враждебные места.

Хоть сауна напротив, да фауна не та…
- «Безбожный переулок» — песня группы «Зодчие».
- «Безбожный переулок» — песня Натальи Ступишиной.
- «Безбожный переулок» — роман Марины Степновой.